# Władimir Siemionow (piłkarz wodny)
Władimir Wiktorowicz Siemionow (ros. Владимир Викторович Семёнов; ur. 10 maja 1938 w Moskwie, zm. 21 listopada 2016 tamże) – radziecki piłkarz wodny, medalista olimpijski.
Brał udział w trzech igrzyskach (IO 60, IO 64, IO 68). W 1960 reprezentanci ZSRR zajęli drugie miejsce, cztery lata później byli trzeci, zaś w Meksyku w 1968 ponownie byli drudzy (łącznie strzelił siedem bramek na igrzyskach). Dwukrotny mistrz Europy z 1966 i 1970 oraz brązowy medalista z 1958.